# Заводской (Алтайский край)
Заводско́й — посёлок в Тюменцевском районе Алтайского края России. Административный центр Заводского сельсовета.

## История
Основан в 1908 году. В 1928 году завод Первый Сибконзавод состоял из 25 хозяйств, основное население — русские. В административном отношении входил в состав Покровского сельсовета Тюменцеввского района Каменского округа Сибирского края.

## Население
| 1926 | 1997 | 1998 | 1999 | 2000 | 2001 | 2002 |
| ---- | ---- | ---- | ---- | ---- | ---- | ---- |
| 113  | ↗628 | ↘590 | ↗631 | ↘622 | ↗631 | ↘615 |
| 2003 | 2004 | 2005 | 2006 | 2007 | 2008 | 2009 |
| ↘607 | ↘581 | ↘470 | ↘465 | ↘460 | ↗502 | ↘467 |
| 2010 | 2011 | 2012 | 2013 |      |      |      |
| ↘439 | ↘437 | ↘420 | ↘404 |      |      |      |

### Национальный состав
Согласно результатам переписи 2002 года, в национальной структуре населения русские составляли 94 %.